# 大決戰
《大決戰》是八一電影製片廠于1980年代中期開始拍摄的关于第二次国共内战三大战役系列電影辽沈战役、淮海战役、平津战役三部電影的合稱，影片於1990年代初期方始殺青，并於1991年上映。

## 遼瀋戰役
編劇：王軍、史超、李平分
導演：李俊（總）、楊光遠（首席）、韋廉、景慕逵、翟俊傑、蔡繼渭、趙繼烈
主演：古月（毛澤東）、趙恆多（蔣介石）、蘇林（周恩來）、劉懷正（朱德）、宗利群（彭德怀）、馬紹信（林彪）、鲁继先（罗荣桓）、张卫国（刘亚楼）、郭法曾（劉少奇）、路希（任弼時）、卢学公（卫立煌）、周志宇（廖耀湘）、吳志遠（宋美齡）、徐正运（杜聿明）
- 秦昭（蔣經國）
- 杨次禹（李宗仁）
- 阎雨生（范汉杰）
- 石静（郑洞国）
- 张勇汉（贺龙）
- 赵晓明（徐向前）
- 乔宏（叶剑英）
- 冯恩鹤（段苏权）
- 吴宏厚（韩先楚）
- 陈刚（李先念）
- 琼斯·杜加里（巴大维）
- 吉叶墨（司徒雷登）
- 陈学刚（何应钦）
- 马大龙（赵家骧）
- 宋春丽（韩权华）
- 崔可法（俞济时）
- 曲瑗（陈布雷）
- 高强（高营长）
- 张永祥（张连长）
- 王玉立（东野团长）
- 王超（东野连长）
- 陈小雷（小战士）
- 黄港（廖耀湘副官）
- 孙海英（国民党军少校）
- 赵小川（郑洞国副官）
- 许守钦（杨友梅）
- 科林费德龙（罗申）
- 高忠全（萧三）
- 王跃晋（西野干部）
- 李宏伟（卫立煌副官）
- 鲁玉杰（国军团长）

在这部影片中，林彪自从九一三事件以后，首次以正面形象出现在影片中。

## 淮海戰役
編劇：史超、李平分、王軍 
導演：李俊（總）、蔡繼渭（首席）、韋廉、楊光遠、景慕逵、翟俊傑 
主演：古月（毛澤東）、趙恆多（蔣介石）、蘇林（周恩來）、刘怀正（朱德）、傅學誠（劉伯承）、盧奇（鄧小平）、劉錫田（陳毅）、谢伟才（粟裕）、郭法曾（劉少奇）、路希（任弼時）、徐正运（杜聿明）、许还山（黄百韬）、绳中（邱清泉）、郭碧川（黄维）、鲍海鸣（张震）、吴志远（宋美龄）
- 陳學剛（何應欽）
- 余忠（谭震林）
- 魏积安（李达）
- 温承诚（邓子恢）
- 程建勋（张际春）
- 张兆北（陈士榘）
- 李继华（王建安）（张国立配音）
- 刘之冰（毛岸英）
- 徐扬（刘思齐）
- 孙虹（廖运周）
- 乔宏（叶剑英）
- 鲁非（顾祝同）
- 金世驯（刘峙）
- 康力（冯治安）
- 陈大用（李弥）
- 秦昭（蒋经国）
- 曲瑷（陈布雷）
- 冯国庆（陈诚）
- 谢刚（蒋纬国）
- 杨丹丹（石静宜）
- 张双利（聂凤智）
- 金鑫（中野三营长）
- 储智博（华野班长）
- 宁晓志（杜义德）
- 姜华（黄伯韬兵团参谋长）
- 陈国典（黄维兵团参谋长）
- 刘鸿声（解放军炊事员）
- 王建新（华野文工团团长）
- 尹元章（丁小二）

## 平津戰役
編劇：李平分、王軍、史超 
導演：李俊（總）、韋廉（首席）、楊光遠、景慕逵、翟俊傑、蔡繼謂 
主演：古月（毛澤東）、趙恆多（蔣介石）、李定保（傅作義）（翟万臣配音）、蘇林（周恩來）、刘怀正（朱德）、史崇仁（聂荣臻）、马绍信（林彪）、鲁继先（罗荣桓）、张卫国（刘亚楼）、郭法曾（劉少奇）、路希（任弼时）、里坡（邓宝珊）
- 吉叶墨（司徒雷登）
- 秦昭（蒋经国）
- 陳學剛（何應欽）
- 初国良（王克俊）
- 刘占加（李世杰）
- 陈红梅（傅冬）
- 徐晓霞（邓颖超）
- 张黎明（薛暮桥）
- 姜申（杨得志）
- 邸国强（罗瑞卿）
- 高发（耿飚）
- 李心敏（李天焕）
- 戈文义（杨成武）
- 江化霖（郭景云）
- 王志文（黄志勇）
- 翟乃社（程子华）
- 徐光明（陈长捷）
- 刘世杰（徐永昌）
- 关嘉彦（杜建时）
- 谢钢（蒋纬国）
- 李金水（林伯渠）
- 孙宝光（安春山）
- 吕武霖（杨尚昆）
- 赵雪海（陈云）
- 鲁非（顾祝同）
- 琼斯·壮加里（巴大维）
- 齐春祥（马占山）
- 郭刚（崔月犁）
- 王村人（郑介民）
- 姚居德（苏静）
- 吴俊（彭真）
- 乔建华（薄一波）
- 乔宏（叶剑英）
- 薛勇（刘仁）
- 叶庆林（汤恩伯）
- 黄文奎（崔载之）
- 李志江（石觉）
- 杨次禹（李宗仁）
- 吴志远（宋美龄）
- 郑榕（董必武）
- 廖淳（廖承志）
- 文豪（张东荪）
- 刘玉贵（周北峰）
- 李孟尧（沈钧儒）
- 刘冠雄（王稼祥）
- 智一桐（张治中）
- 孙捷（马叙伦）
- 陶玉玲（李德全）
- 赵晓明（徐向前）
- 周楚（司徒美堂）
- 章玉善（田汉）
- 杨子纯（陈嘉庚）
- 段作章（徐悲鸿）
- 许忠全（董其武）
- 顾岚（张奚若）
- 毕彦君（谈判代表）
- 郭连文（谈判代表）
- 韩再省（东野连长）
- 杨兆全（毛泽东炊事员）
- 余忠（谭震林）
- 傅学诚（刘伯承）
- 谢伟才（粟裕）
- 刘锡田（陈毅）
- 卢奇（邓小平）
- 梅葆玖（梅兰芳）
- 赵敏芬（宋庆龄）

## 获奖
- 第十五屆百花獎（1992年）最佳故事片